# Kalteng Putra Football Club
Kalteng Putra Football Club es un club de fútbol con sede en Santa María, Kalimantan Central, Borneo, Indonesia. Actualmente compite en la Liga 1.

## Historia

### Fundación
El club fue fundado como Persepar Palangkaraya el 1 de enero de 1970.

### Presidentes
J. J. Koetin, quien supo ser una gran figura del fútbol, fue el primer presidente del club, manteniéndose en el cargo hasta 1993.
El próximo presidente fue Nahson Taway, quien se mantuvo durante un lustro, desde 1993 hasta 1998.
Continuó Hendry Yunus hasta 2001. 
Durante 2001 y 2005 el equipo Persepar fue presedido por Andi Hamzah, quien supo cambiar el nombre de la Institución y rediseñar su escudo, pasando a nombrarse Persepar Kalteng Putra.
Y de esa manera logró ser reconocido oficialmente por la Asociación de Fútbol de Indonesia.
Luego de la era de Hamzah, llegó Tuah Pahoe, en 2006, quien fallecería dos años más tarde, habiendo logrado la primera participación del Persepar Kalteng Putra en la Liga 1 de Indonesia.
Los próximos presidentes fueron Wahyudi Dirun, Tuty Dau, quien volvió a rediseñar el escudo y el nombre de Persepar, cambiándolo oficialmente a Kalteng Putra, y quien actualmente preside, Agustiar Sabran.

## Evolución del escudo
| Persepar Palangkaraya (1970 - 2001) | Persepar Kalteng Putra (2001 - 2013) |